# Widdergut Vier Eichen

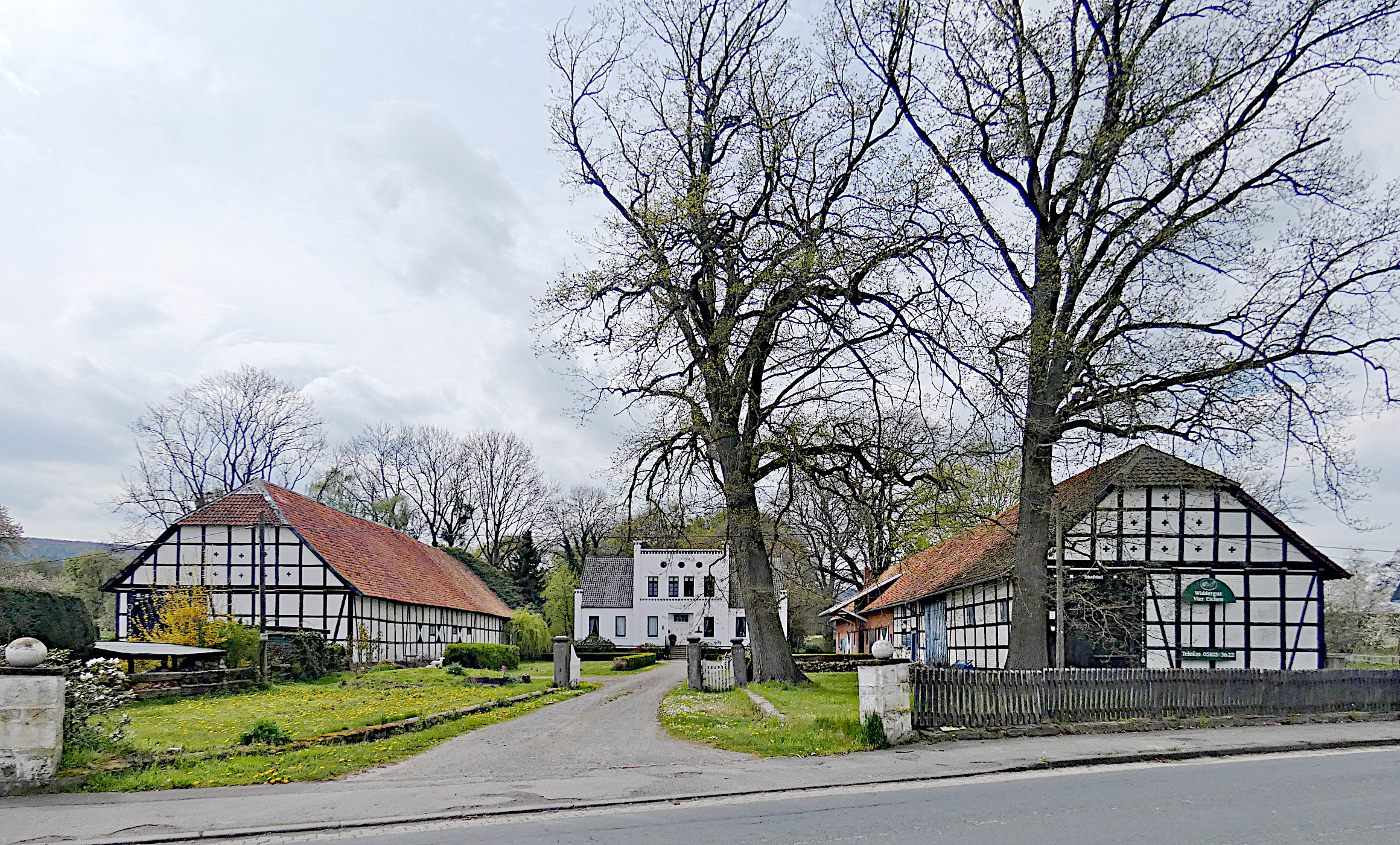
Widdergut Vier Eichen

Das Widdergut Vier Eichen ist ein denkmalgeschütztes Anwesen im Ortsteil Argestorf der niedersächsischen Gemeinde Wennigsen (Deister).
Das am Bachlauf im Jahre 1844 in dem für ihn typischen klassizistischen Stil errichtete Herrenhaus des königlichen Oberhofbaudirektors Georg Ludwig Friedrich Laves ist von zwei Scheunen, den namensgebenden Eichen und einer Parkanlage umgeben. Das gesamte Ensemble mit Grünanlagen steht unter Denkmalschutz. Der bereits 1817 in alter Fachwerkbauweise mit Taubenschlag gebaute Schafstall diente bis 2010 der Zucht von Merinoschafen. Im Herrenhaus des Widdergutes war bis 2022 ein Raum als standesamtliches Trauzimmer eingerichtet.

## Literatur

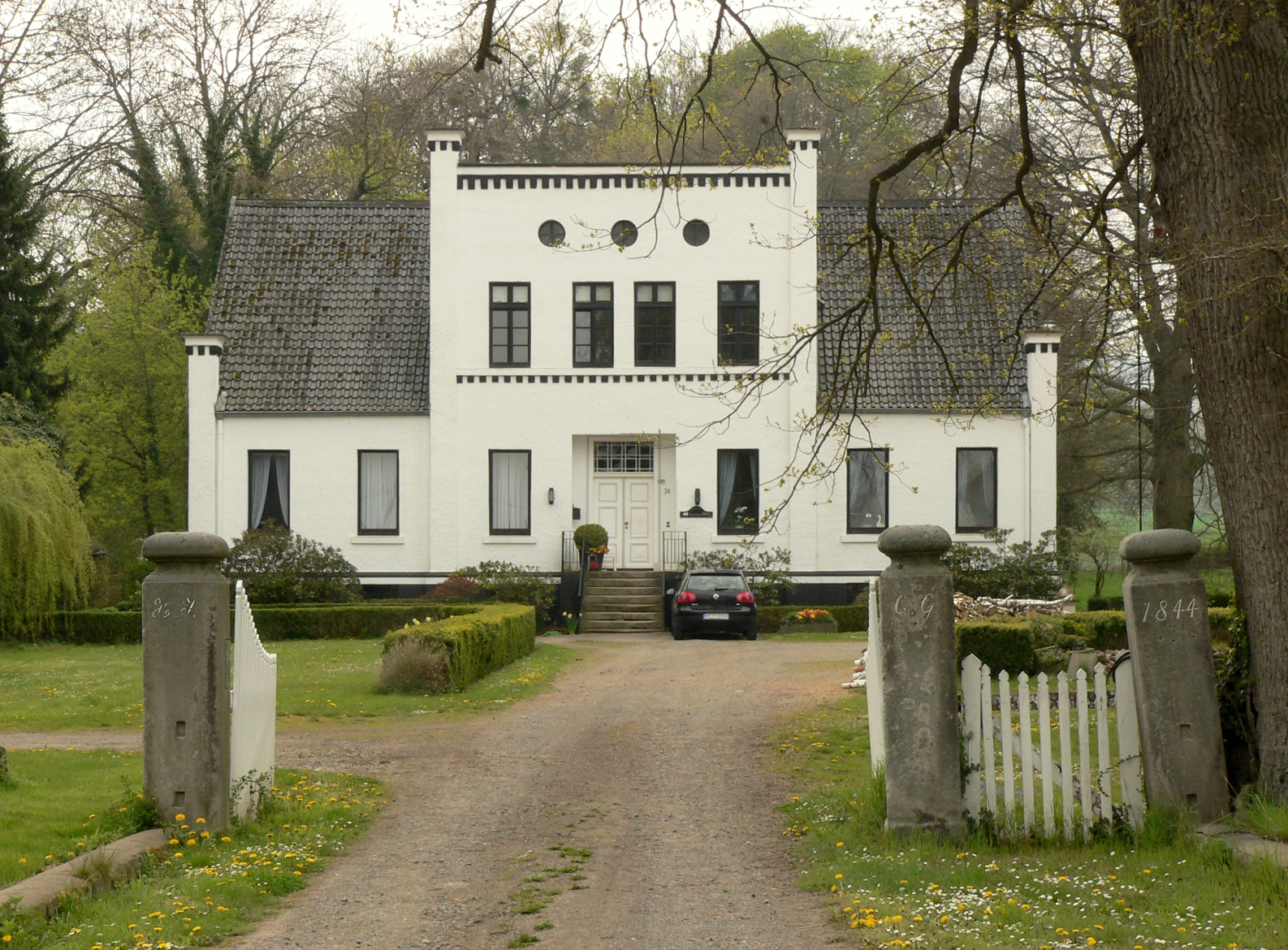
Herrenhaus
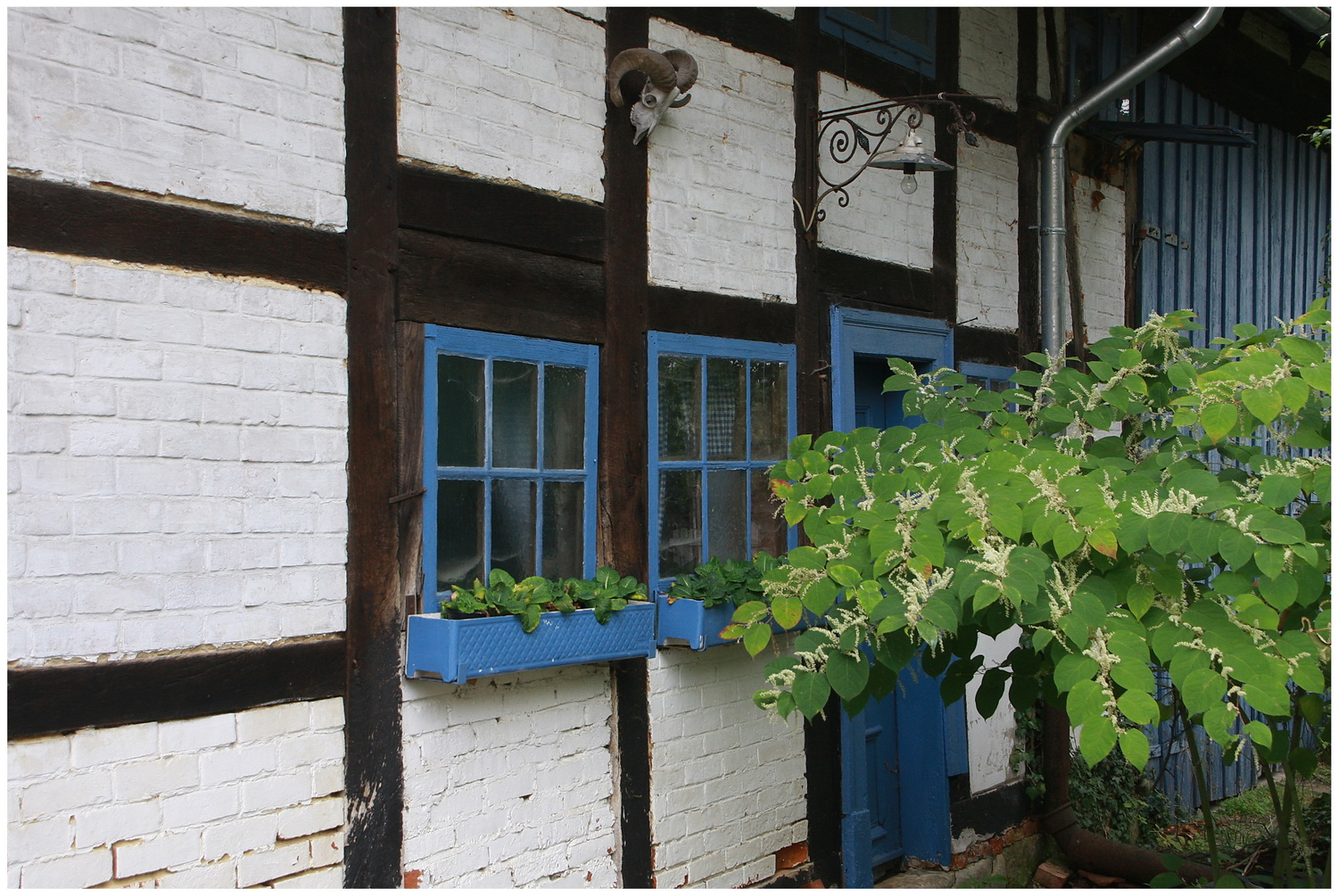
Scheune
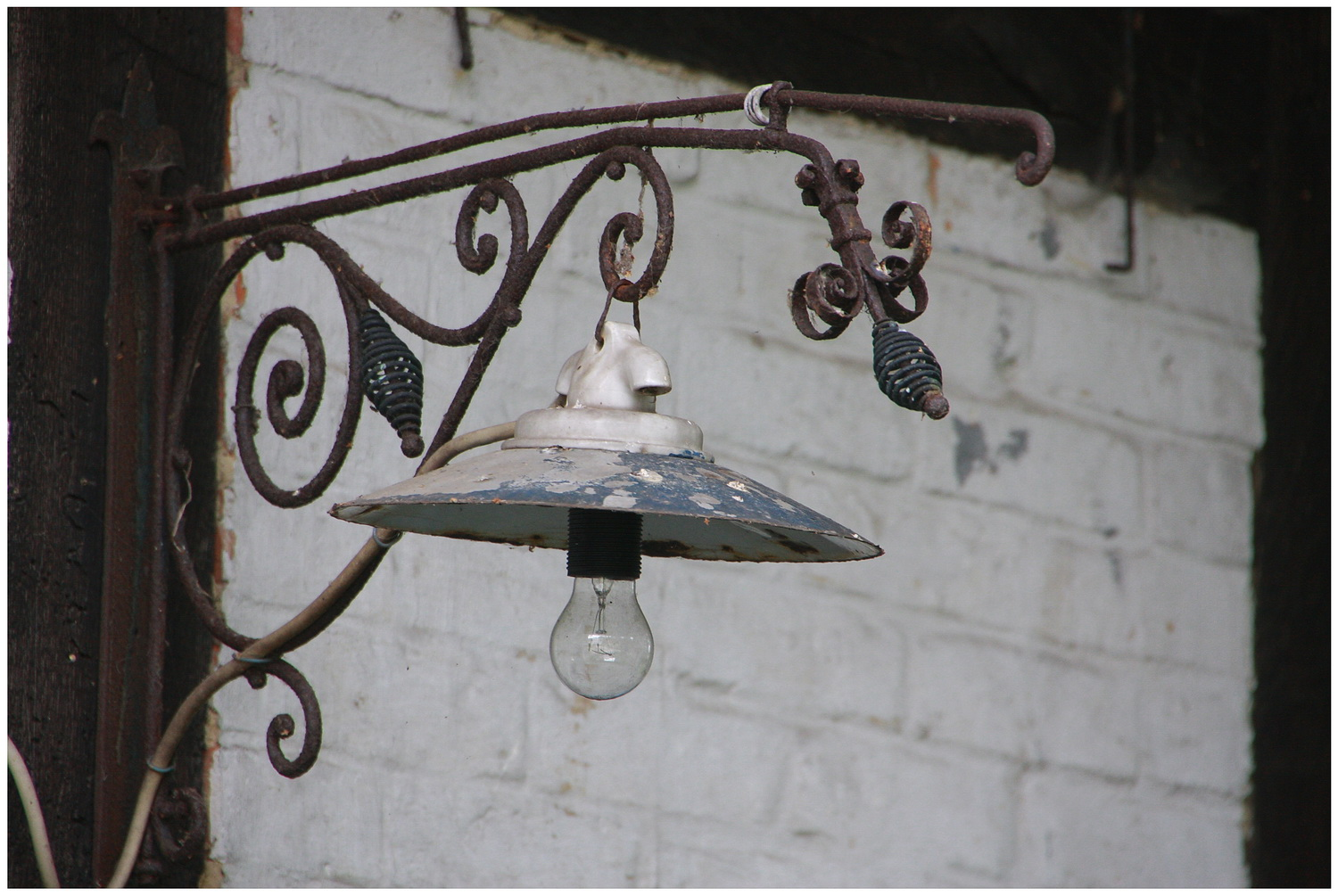
Lampe am Stall